# دیمیتریو آلبرتینی
دیمیتریو آلبرتینی (زاده۲۳ اوت ۱۹۷۱، بسانا این بریانتزا)، هافبک بازنشستهٔ ایتالیایی است. او هم‌اینک نایب رئیس فدراسیون فوتبال ایتالیا است.
وی یکی از ستارگان میلان در دههٔ ۹۰ می‌باشد. او به همراه بارزی، گولیت، ریکارد، مارکو فان باستن و مالدینی و بسیاری از بازیکنان دیگر توانستند تیمی پر قدرت تشکیل داده و بارها جام‌های مختلف را برای میلان به ارمغان آوردند. از جملهٔ این افتخارات می‌توان به پنج قهرمانی در سری آ و دو قهرمانی در لیگ قهرمانان اروپا اشاره کرد. او همچنین آخرین فصل فوتبالی‌اش را با بازی برای بارسلونا و کسب قهرمانی لیگ اسپانیا پیش از بازنشستگی به پایان برد.
او همچنین یکی از بازیکنان تیم ملی ایتالیا بود و به همراه این تیم در ۲ جام جهانی و ۲ یورو حاضر شد.

## بازنشستگی
در روز ۵ دسامبر ۲۰۰۵، آلبرتینی بازنشستگی خود را از فوتبال حرفه‌ای اعلام کرده، اظهار امیدواری کرد که بزودی به جرگهٔ مربیان بپیوندد. در روز ۱۵ مارس ۲۰۰۶ بازی دوستانه ای بین تیم‌های میلان و بارسلونا با حضور بزرگان میلان در ورزشگاه سن سیرو برگزار شد. میلان این بازی را با نتیجهٔ ۳–۲ برد و آلبرتینی گل اول میلان را از روی ضربهٔ ایستگاهی به ثمر رساند.

## عضویت در هیئت مدیره پارما
در پی ورشکستگی باشگاه پارما، دیمیتریو آلبرتینی توسط هیئت مدیره باشگاه به عنوان مشاور فوتبال برای مدیران منصوب گردید.

## افتخارات

### باشگاهی
میلان * سری آ (۵): ۱۹۹۱–۱۹۹۲، ۱۹۹۲–۱۹۹۳، ۱۹۹۳–۱۹۹۴، ۱۹۹۵–۱۹۹۶، ۱۹۹۸–۱۹۹۹
- سوپر جام ایتالیا (۳): ۱۹۹۲، ۱۹۹۳، ۱۹۹۴
- جام قهرمانان اروپا  (۲): ۱۹۸۹–۱۹۹۰، ۱۹۹۳–۱۹۹۴
- سوپر جام اروپا (۲): ۱۹۸۹، ۱۹۹۴
- جام بین قاره‌ای (۱): ۱۹۸۹

لاتزیو
- جام حذفی ایتالیا (۱): ۲۰۰۳–۲۰۰۴

بارسلونا
- لا لیگا (۱): ۲۰۰۴–۲۰۰۵

### ملی
ایتالیا
- مقام سومی در جام جهانی: ۱

۱۹۹۰
- نائب قهرمانی در جام جهانی: ۱: ۱۹۹۴
- نائب قهرمانی در جام ملت‌های اروپا :۱: ۲۰۰۰

### عناوین شخصی
- حضور در تیم منتخب جام ملت‌های اروپا ۲۰۰۰
- حضور در تالار افتخارات آ.ث. میلان[۴]